# O Campo da Feira (La Mezquita)
O Campo da Feira es una entidad de población situada en la parroquia de La Mezquita, del municipio español de La Mezquita, en la provincia de Orense, Galicia.

## Demografía
La entidad de población de  O Campo da Feira no consta ni en la base de datos del Instituto Nacional de Estadística español ni en la del Instituto Gallego de Estadística por lo que se desconocen los datos demográficos de la misma.